# بول كلينجر
بول كلينجر (بالألمانية: Paul Klinger)‏ (و. 1907 – 1971 م) هو مؤدي أصوات، وممثل مسرحي، وممثل أفلام، وممثل تلفزي ألماني، ولد في إسن، توفي في ميونخ، عن عمر يناهز 64 عاماً، بسبب نوبة قلبية.

## التعليم
تعلم في جامعة ميونخ التقنية
.

## وصلات خارجية
- بول كلينجر على موقع IMDb (الإنجليزية)
- بول كلينجر على موقع مونزينجر (الألمانية)
- بول كلينجر على موقع ألو سيني (الفرنسية)
- بول كلينجر على موقع أول موفي (الإنجليزية)
- بول كلينجر على موقع قاعدة بيانات الأفلام السويدية (السويدية)
- بول كلينجر على موقع قاعدة بيانات الفيلم (الإنجليزية)
- بول كلينجر على موقع كينوبويسك (الروسية)